# La Roue Tourangelle 2017
Die 16. La Roue Tourangelle 2017 war ein französisches Straßenradrennen. Das Eintagesrennen fand am Sonntag, den 2. April 2017, statt und führte von Sainte-Maure-de-Touraine nach Tours über 200 km. Zudem gehörte das Radrennen zur UCI Europe Tour 2017 und war dort in der Kategorie 1.1 eingestuft.

## Teilnehmende Mannschaften
| WorldTeams (2)- AG2R La Mondiale - FDJ Professional Continental Teams (10)- Androni Giocattoli - Caja Rural-Seguros RGA - Cofidis, Solutions Crédits - Delko Marseille Provence KTM - Direct Énergie - Fortuneo-Vital Concept - Gazprom-RusVelo - Novo Nordisk - Wanty-Groupe Gobert - WB-Veranclassic-Aqua Protect Continental Teams (8)- Armée de terre - Bolivia - Differdange-Losch - Euskadi Basque Country-Murias - HP BTP-Auber 93 - Lotto-Kern-Haus - Roubaix Lille Métropole - Vorarlberg |
| |

## Rennergebnis
| \| Gesamtwertung \| Gesamtwertung \| Gesamtwertung \| Gesamtwertung \| Gesamtwertung \| \| Fahrer \| Fahrer \| Land \| Team \| Zeit \| \| ------------- \| ------------------- \| ------------- \| ---------------------------- \| --------------- \| \| 1. \| Flavien Dassonville \| Frankreich \| HP BTP-Auber 93 \| 4 h 47 min 15 s \| \| 2. \| Fabien Grellier \| Frankreich \| Direct Énergie \| + 0 s \| \| 3. \| Anthony Delaplace \| Frankreich \| Fortuneo-Vital Concept \| + 0 s \| \| 4. \| Nacer Bouhanni \| Frankreich \| Cofidis, Solutions Crédits \| + 25 s \| \| 5. \| Davide Cimolai \| Italien \| FDJ \| + 25 s \| \| 6. \| Geoffrey Soupe \| Frankreich \| Cofidis, Solutions Crédits \| + 25 s \| \| 7. \| Yannick Martinez \| Frankreich \| Delko-Marseille Provence-KTM \| + 25 s \| \| 8. \| Damien Touzé \| Frankreich \| HP BTP-Auber 93 \| + 25 s \| \| 9. \| Marco Benfatto \| Italien \| Androni-Sidermec-Bottecchia \| + 25 s \| \| 10. \| Romain Feillu \| Frankreich \| HP BTP-Auber 93 \| + 25 s \| |                     |            |                              |                 |
| |                     |            |                              |                 |
| Quellen: ProCyclingStats Cycling Archives |                     |            |                              |                 |
| Gesamtwertung |                     |            |                              |                 |
| Fahrer | Fahrer              | Land       | Team                         | Zeit            |
| 1. | Flavien Dassonville | Frankreich | HP BTP-Auber 93              | 4 h 47 min 15 s |
| 2. | Fabien Grellier     | Frankreich | Direct Énergie               | + 0 s           |
| 3. | Anthony Delaplace   | Frankreich | Fortuneo-Vital Concept       | + 0 s           |
| 4. | Nacer Bouhanni      | Frankreich | Cofidis, Solutions Crédits   | + 25 s          |
| 5. | Davide Cimolai      | Italien    | FDJ                          | + 25 s          |
| 6. | Geoffrey Soupe      | Frankreich | Cofidis, Solutions Crédits   | + 25 s          |
| 7. | Yannick Martinez    | Frankreich | Delko-Marseille Provence-KTM | + 25 s          |
| 8. | Damien Touzé        | Frankreich | HP BTP-Auber 93              | + 25 s          |
| 9. | Marco Benfatto      | Italien    | Androni-Sidermec-Bottecchia  | + 25 s          |
| 10. | Romain Feillu       | Frankreich | HP BTP-Auber 93              | + 25 s          |